# 薩木薩克
薩木薩克（Sāmsāq，Sarïmsāq，？—1820年），大和卓波羅尼都的儿子，1759年，清政府平大和卓波羅尼都、小和卓霍集占兄弟的叛亂，薩木薩克被奶妈携带逃亡浩罕汗国、布哈拉汗国等地，致力于争取復辟。薩木薩克生有三子，長子邁瑪特玉素普在布哈拉當阿訇，張格爾為次子，幼子巴布頂定居阿富汗。